# Saint-Laurent-en-Grandvaux
Pour les articles homonymes, voir Saint-Laurent.
 (juin 2010).
Saint-Laurent-en-Grandvaux est une commune française située dans le département du Jura, la région culturelle et historique de Franche-Comté et la région administrative Bourgogne-Franche-Comté.

## Géographie

### Description
Saint-Laurent-en-Grandvaux est un bourg du Haut-Jura en Franche-Comté, capitale historique du Grandvaux située sur la Route nationale 5 et la Route nationale 78. La gare de Saint-Laurent-en-Grandvaux, située sur la ligne d'Andelot-en-Montagne à La Cluse, est desservie par les trains du réseau TER Bourgogne-Franche-Comté de la ligne Dole - Saint-Claude.

### Communes limitrophes
Les communes limitrophes sont  Fort-du-Plasne, Grande-Rivière Château, La Chaumusse, Lac-des-Rouges-Truites, Morbier et Saint-Pierre.

### Hydrographie
La Lemme, et le Ruisseau du Saillet sont les principaux cours d'eau traversant la commune. Les gorges de la Lemme d'une longueur de 7 km se déroulent à proximité de Saint-Laurent.
La Lemme est un  affluent de la Saine, et donc un sous-affluent du Rhône par lAin.

### Climat
Pour des articles plus généraux, voir Climat de la Bourgogne-Franche-Comté et Climat du département du Jura.
En 2010, le climat de la commune est de type climat de montagne, selon une étude du Centre national de la recherche scientifique s'appuyant sur une série de données couvrant la période 1971-2000. En 2020, Météo-France publie une typologie des climats de la France métropolitaine dans laquelle la commune est exposée à un climat de montagne ou de marges de montagne et est dans la région climatique Jura, caractérisée par une forte pluviométrie en toutes saisons (1 000 à 1 500 mm/an), des hivers rigoureux et un ensoleillement médiocre.
Pour la période 1971-2000, la température annuelle moyenne est de 7,2 °C, avec une amplitude thermique annuelle de 16 °C. Le cumul annuel moyen de précipitations est de 1 818 mm, avec 13,3 jours de précipitations en janvier et 10,8 jours en juillet. Pour la période 1991-2020, la température moyenne annuelle observée sur la station météorologique de Météo-France la plus proche, « Cogna », sur la commune de Cogna à 15 km à vol d'oiseau, est de 10,8 °C et le cumul annuel moyen de précipitations est de 1 557,5 mm. 
La température maximale relevée sur cette station est de 39 °C, atteinte le 12 août 2003 ; la température minimale est de −18,5 °C, atteinte le 6 février 2012,,.
Les paramètres climatiques de la commune ont été estimés pour le milieu du siècle (2041-2070) selon différents scénarios d'émission de gaz à effet de serre à partir des nouvelles projections climatiques de référence DRIAS-2020. Ils sont consultables sur un site dédié publié par Météo-France en novembre 2022.

## Urbanisme

### Typologie
Au 1er janvier 2024, Saint-Laurent-en-Grandvaux est catégorisée bourg rural, selon la nouvelle grille communale de densité à sept niveaux définie par l'Insee en 2022.
Elle est située hors unité urbaine. Par ailleurs la commune fait partie de l'aire d'attraction de Hauts de Bienne, dont elle est une commune de la couronne,. Cette aire, qui regroupe 7 communes, est catégorisée dans les aires de moins de 50 000 habitants,.

### Occupation des sols
L'occupation des sols de la commune, telle qu'elle ressort de la base de données européenne d’occupation biophysique des sols Corine Land Cover (CLC), est marquée par l'importance des forêts et milieux semi-naturels (52,7 % en 2018), en diminution par rapport à 1990 (57,7 %). La répartition détaillée en 2018 est la suivante : 
forêts (49,6 %), prairies (36,1 %), zones urbanisées (7,8 %), zones agricoles hétérogènes (3,4 %), milieux à végétation arbustive et/ou herbacée (3,1 %). L'évolution de l’occupation des sols de la commune et de ses infrastructures peut être observée sur les différentes représentations cartographiques du territoire : la carte de Cassini (XVIIIe siècle), la carte d'état-major (1820-1866) et les cartes ou photos aériennes de l'IGN pour la période actuelle (1950 à aujourd'hui).

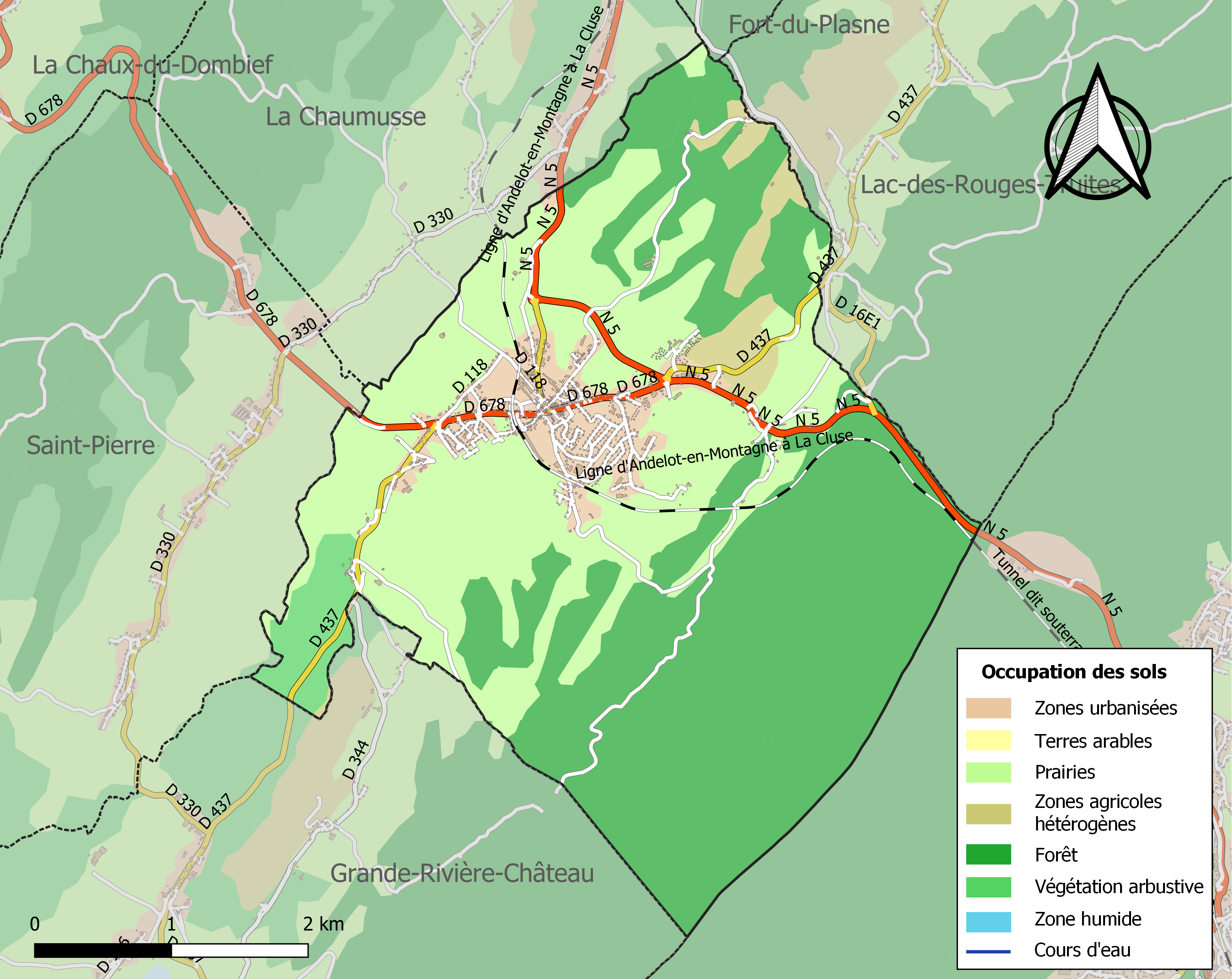
Carte des infrastructures et de l'occupation des sols de la commune en 2018 (CLC).

### Habitat et logement
En 2018, le nombre total de logements dans la commune était de 1 048, alors qu'il était de 1 028 en 2013 et de 856 en 2008.
Parmi ces logements, 76,9 % étaient des résidences principales, 13,6 % des résidences secondaires et 9,6 % des logements vacants. Ces logements étaient pour 58,8 % d'entre eux des maisons individuelles et pour 40,8 % des appartements.
Le tableau ci-dessous présente la typologie des logements à Saint-Laurent-en-Grandvaux en 2018 en comparaison avec celle du département du Jura et de la France entière. Une caractéristique marquante du parc de logements est ainsi une proportion de résidences secondaires et logements occasionnels (13,6 %) supérieure à celle du département (10,3 %) et à celle de la France entière (9,7 %). Concernant le statut d'occupation de ces logements, 62 % des habitants de la commune sont propriétaires de leur logement (59,7 % en 2013), contre 65,8 % pour le département du Jura et 57,5 % pour la France entière.
| Typologie                                               | Saint-Laurent-en-Grandvaux | Jura | France entière |
| ------------------------------------------------------- | -------------------------- | ---- | -------------- |
| Résidences principales (en %)                           | 76,9                       | 79,8 | 82,1           |
| Résidences secondaires et logements occasionnels (en %) | 13,6                       | 10,3 | 9,7            |
| Logements vacants (en %)                                | 9,6                        | 9,9  | 8,2            |

## Toponymie
Au cours de la Révolution française, la commune, alors nommée simplement Saint-Laurent porta provisoirement le nom de Main-Libre.
C'est en 1962 que fut ajoutée la terminaison distinctive -en-Grandvaux au nom de la commune.
Le Grandvaux est le nom du plateau dominé à l'est par la crête de la Joux-Devant (1 094 m), la forêt du Mont-Noir (1 276 m).

## Histoire
La particularité des habitants de cette région fut pendant des siècles, la pratique du transport de marchandises : le roulage, qui se transmettait de père en fils dans les familles de Grandvalliers (habitants du Grandvaux). Les rouliers de Grandvalliers étaient connus dans toute la France ; ils étaient en quelque sorte les ancêtres des routiers actuels. Ils partaient sur les routes et chemins, tous les ans, en automne par petits convois de charrettes tirées par un seul cheval. Ils emportaient les produits locaux : bois, grumes de sapins, fromages, articles produits à Saint-Claude. Les produits vendus au fil du voyage étaient remplacés par d'autres achetés dans les bourgades traversées.
Le retour au Grandvaux s'effectuait seulement au printemps et les hommes redevenant des paysans, reprenaient les travaux des champs. Les Grandvalliers étaient plus instruits que le reste des paysans de l'époque, ils savaient lire, écrire et compter. La prospérité des Grandvalliers était certaine ; ils vivaient très confortablement de leurs revenus.

### Temps modernes
De 1740 à 1750, les routes de Saint-Laurent à Lons-le-Saunier, Champagnole et Besançon furent construites, ce qui contribua largement au développement de l'activité des Grandvalliers.

### Époque contemporaine
Revers du progrès, l'apparition du chemin de fer lors de la 2e moitié du XIXe siècle entraîna rapidement la mort du métier de roulier. Un roman de Bernard Clavel, Meurtre sur le Grandvaux, met en scène un roulier grandvallier.

## Politique et administration

### Rattachements administratifs et électoraux

#### Rattachements administratifs
La commune se trouve depuis 1926 dans l'arrondissement de Saint-Claude du département du Jura.
Elle était depuis 1793 le chef-lieu du canton de Saint-Laurent-en-Grandvaux. Dans le cadre du redécoupage cantonal de 2014 en France, cette circonscription administrative territoriale a disparu, et le canton n'est plus qu'une circonscription électorale.

#### Rattachements électoraux
Pour les élections départementales, la commune fait partie depuis 2014 d'un nouveau canton de Saint-Laurent-en-Grandvaux, porté de 15 à 73 communes.
Pour l'élection des députés, elle fait partie de la deuxième circonscription du Jura.

### Intercommunalité
Saint-Laurent-en-Grandvaux est le siège de la communauté de communes la Grandvallière, un établissement public de coopération intercommunale (EPCI) à fiscalité propre créé fin 1994  et auquel la commune a transféré un certain nombre de ses compétences, dans les conditions déterminées par le code général des collectivités territoriales.

### Tendances politiques et résultats
Lors des élections municipales de 2014 dans le Jura, la liste UDI menée par la maire sortante Françoise Vespa est la seule candidate et obtient donc la totalité des 499 suffrages exprimés. La liste est donc élue en totalité et 6 de ses membres sont également conseillers communautaires.
Lors de ce scrutin, 49,43 % des électeurs se sont abstenus et 19,77 % des votants ont choisi un bulletin blanc ou nul.
Lors des élections municipales de 2020 dans le Jura, la liste UDI menée par la maire sortante Françoise Vespa est à nouveau la seule candidate et obtient donc la totalité des 259 suffrages exprimés. La liste est donc élue en totalité et 9 de ses membres sont également conseillers communautaires.
Lors de ce scrutin marqué par la pandémie de Covid-19 en France, 74,42 % des électeurs se sont abstenus et 15,64 % des votants ont choisi un bulletin blanc ou nul.

### Liste des maires
| Période                                  | Période                    | Identité              | Étiquette    | Qualité |
| ---------------------------------------- | -------------------------- | --------------------- | ------------ | --- |
| Les données manquantes sont à compléter. |                            |                       |              | |
|                                          |                            |                       |              | |
| 1816                                     | 1830                       | Claude Étienne Besson |              | Négociant à St-Laurent |
|                                          |                            |                       |              | |
| mars 2001                                | En cours (au 22 mars 2023) | Françoise Vespa       | UDI puis DVD | Conseillère départementale de Saint-Laurent-en-Grandvaux (2015 → ) Vice-présidente du conseil départemental du Jura (2015 → 2021) Présidente de la CC la Grandvallière (2020 → ) Présidente du parc naturel régional du Haut-Jura (2020 → ) Réélue pour le mandat 2020-2026 |

## Démographie
L'évolution du nombre d'habitants est connue à travers les recensements de la population effectués dans la commune depuis 1793. Pour les communes de moins de 10 000 habitants, une enquête de recensement portant sur toute la population est réalisée tous les cinq ans, les populations de référence des années intermédiaires étant quant à elles estimées par interpolation ou extrapolation. Pour la commune, le premier recensement exhaustif entrant dans le cadre du nouveau dispositif a été réalisé en 2007.

En 2022, la commune comptait 1 818 habitants, en évolution de −0,05 % par rapport à 2016 (Jura : −0,81 %, France hors Mayotte : +2,11 %).
| 1793  | 1800  | 1806  | 1821  | 1831  | 1836  | 1841  | 1846  | 1851  |
| ----- | ----- | ----- | ----- | ----- | ----- | ----- | ----- | ----- |
| 1 083 | 1 218 | 1 198 | 1 328 | 1 325 | 1 349 | 1 300 | 1 250 | 1 228 |

| 1856  | 1861  | 1866  | 1872  | 1876  | 1881  | 1886  | 1891  | 1896  |
| ----- | ----- | ----- | ----- | ----- | ----- | ----- | ----- | ----- |
| 1 183 | 1 258 | 1 204 | 1 085 | 1 166 | 1 136 | 1 267 | 1 128 | 1 175 |

| 1901  | 1906  | 1911  | 1921 | 1926 | 1931  | 1936 | 1946  | 1954  |
| ----- | ----- | ----- | ---- | ---- | ----- | ---- | ----- | ----- |
| 1 015 | 1 025 | 1 023 | 982  | 968  | 1 027 | 979  | 1 004 | 1 005 |

| 1962  | 1968  | 1975  | 1982  | 1990  | 1999  | 2006  | 2007  | 2012  |
| ----- | ----- | ----- | ----- | ----- | ----- | ----- | ----- | ----- |
| 1 321 | 1 523 | 1 674 | 1 735 | 1 781 | 1 767 | 1 740 | 1 736 | 1 832 |

| 2017  | 2022  | - | - | - | - | - | - | - |
| ----- | ----- | - | - | - | - | - | - | - |
| 1 807 | 1 818 | - | - | - | - | - | - | - |

## Culture locale et patrimoine

### Lieux et monuments
Le village ne présente pas de monument particulièrement intéressant. Saint-Laurent, entièrement détruit par un grand incendie en 1867, a été reconstruit dans un style banal; les murs des bâtiments ont été recouverts de zinc ou de tôle galvanisée pour protéger les zones les plus exposées à la pluie. L'église elle-même est bardée de la sorte. Le bardage des maisons était autrefois en tavaillons : il nécessitait des milliers de petites lames d'épicéa refendues à la main (ce type de revêtement porte le nom de bardeaux dans d'autres régions).

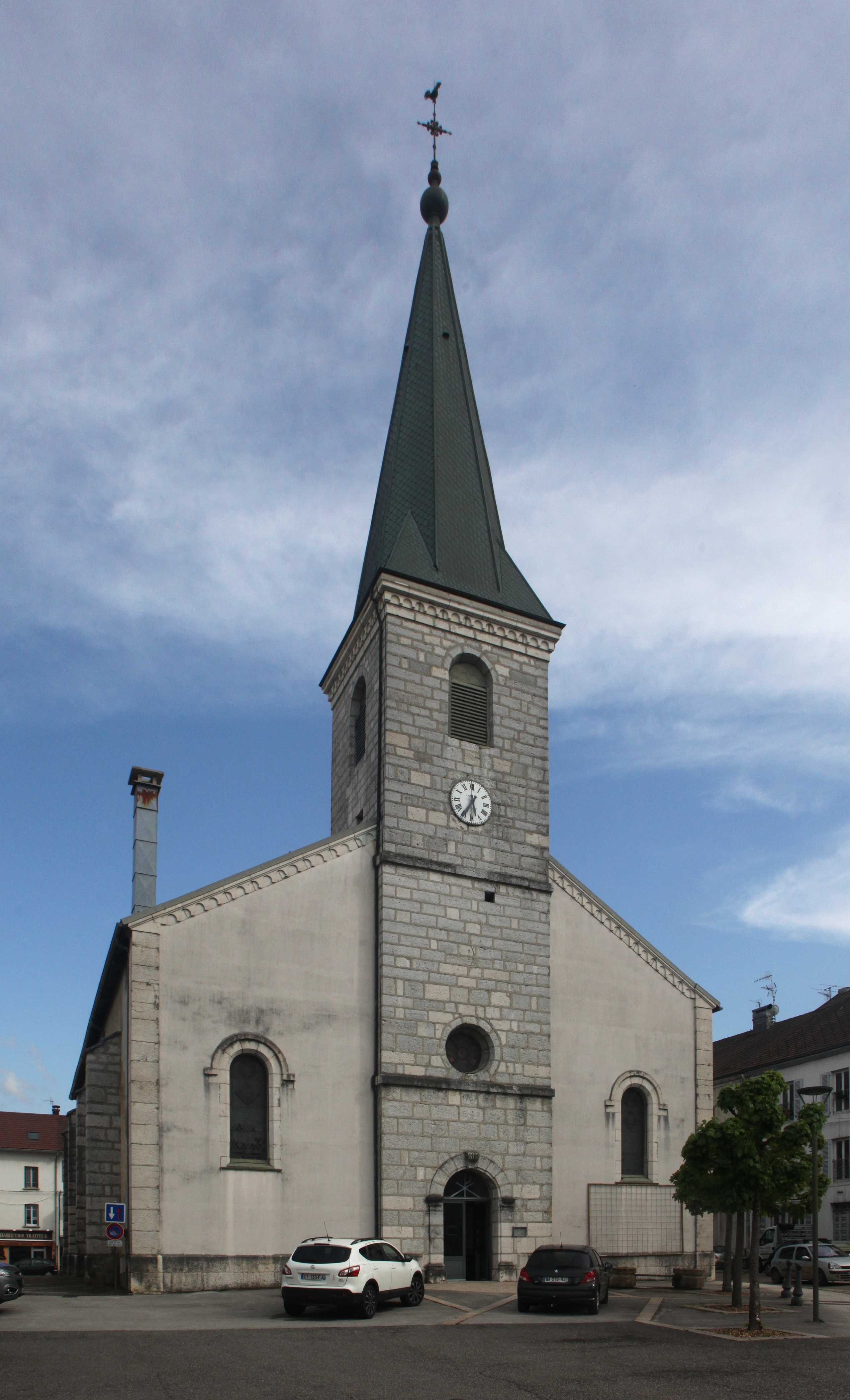
Église Saint-Laurent.
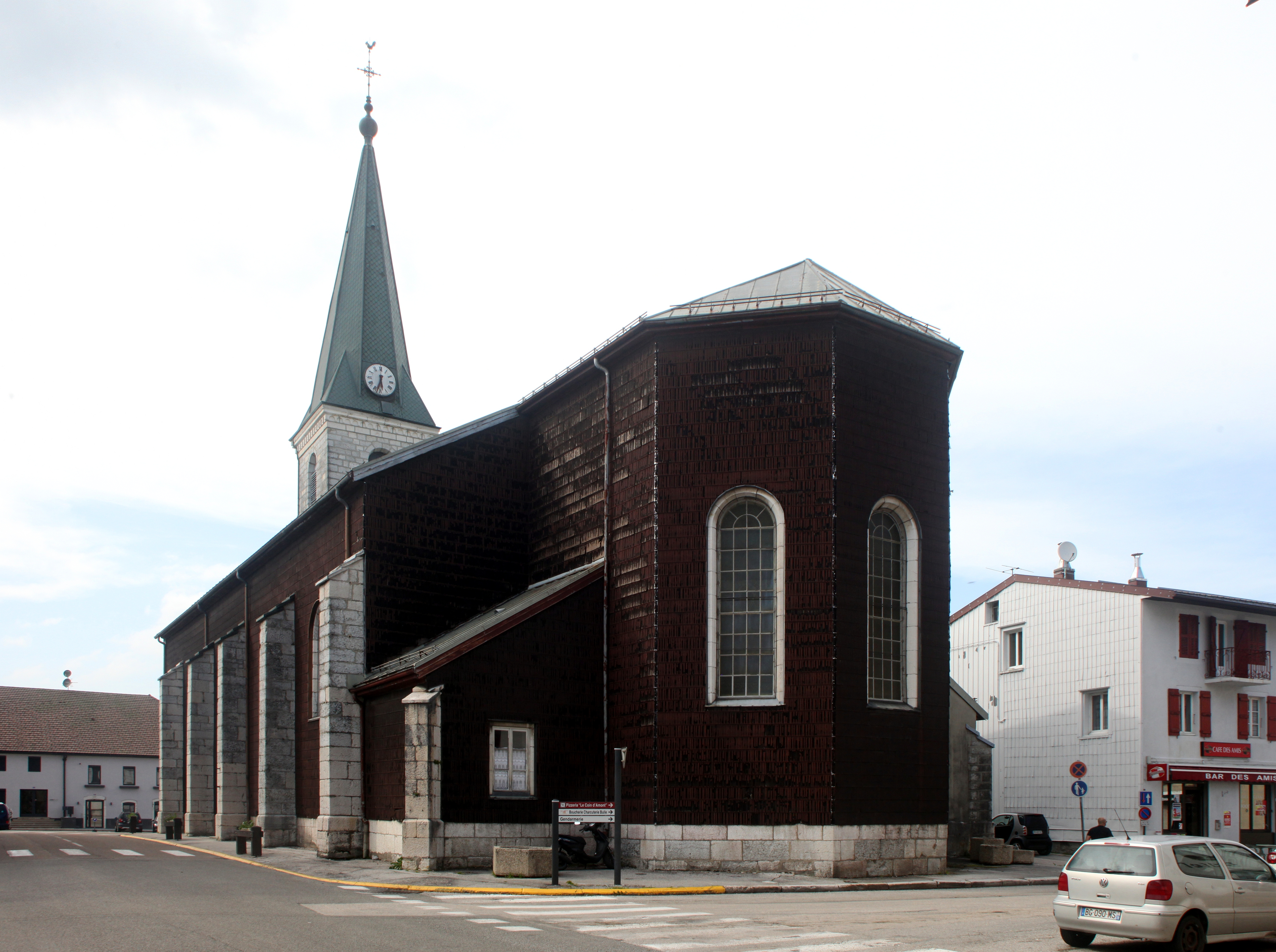
Église.
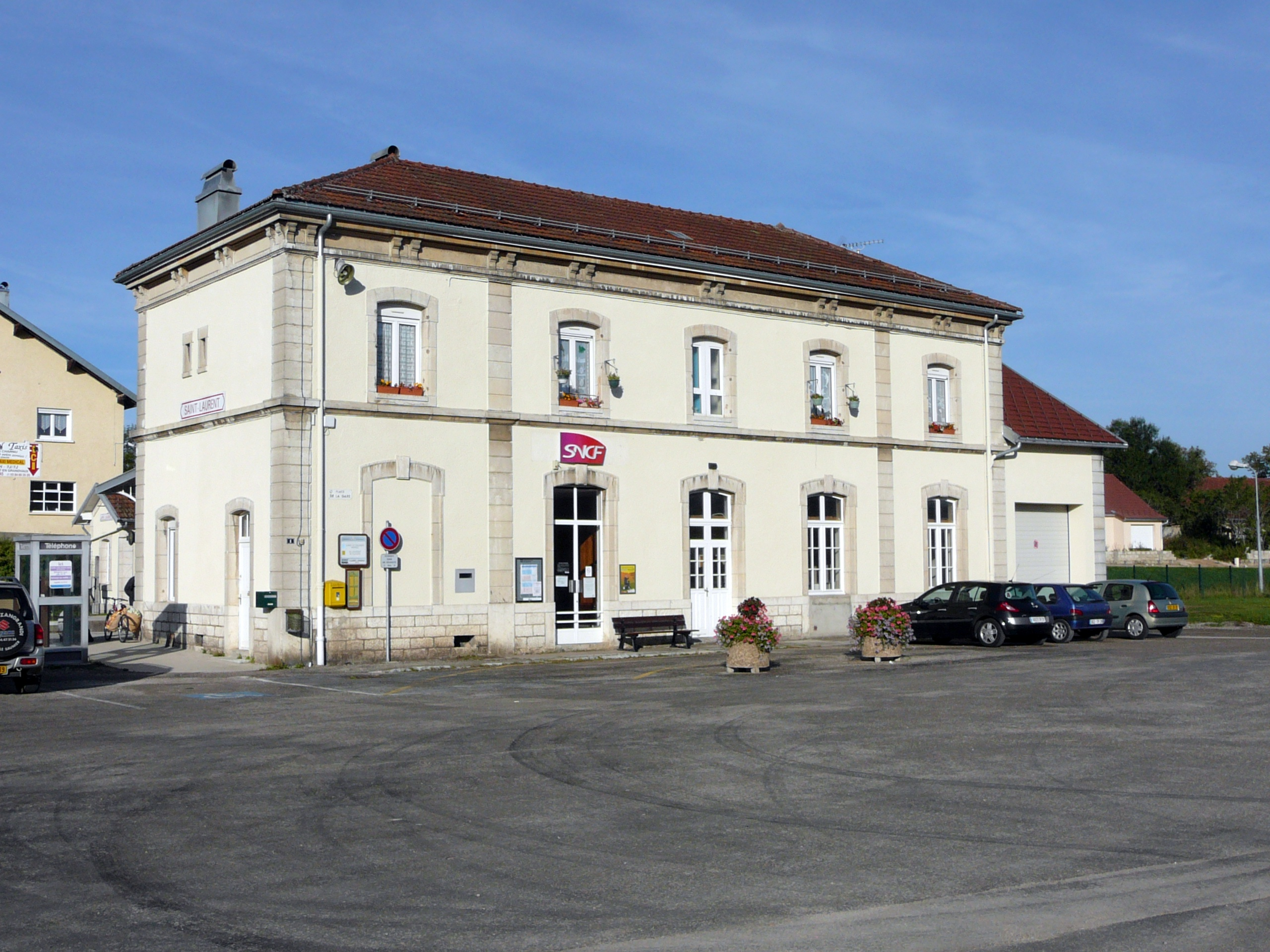
Gare de Saint-Laurent-en-Grandvaux.
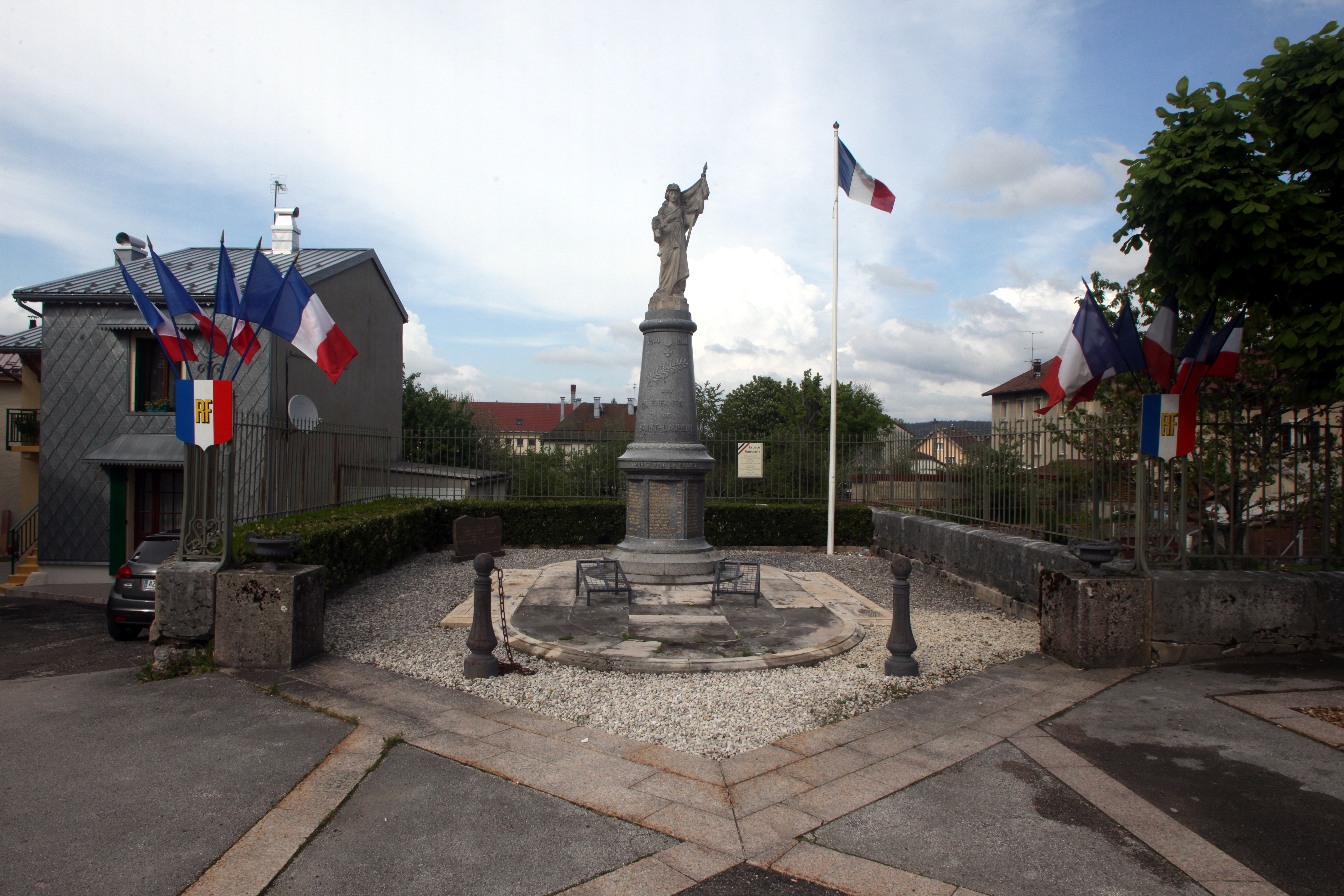
Monument aux morts.

### Personnalités liées à la commune
- Auguste Bailly, écrivain mort à Saint-Laurent-en-Grandvaux en 1967.
- Michel Bédat, patron d'industries né à Saint-Laurent-en-Grandvaux en 1925.
- Louis Eugène Bouvier, entomologiste et carcinologiste, a donné son nom au collège public de la commune.
- Antoine Lyonnet, inspecteur d'académie honoraire, résistant 1939-1945[20] a donné son nom à un groupe primaire, rue des Pessières, sur les hauts de Saint-Laurent-en-Grandvaux.
- Quentin Fillon-Maillet, biathlète, a grandi à Saint-Laurent-en-Grandvaux.

### Héraldique
| Blason de Saint-Laurent-en-Grandvaux | Blason  | Tranché : au 1er d'azur à l'étoile de huit rais d'argent, au 2e d'or plain ; au sapin arraché de sinople brochant à dextre ; à la cotice d'argent brochant sur le tout. |
| Blason de Saint-Laurent-en-Grandvaux | Détails | Le statut officiel du blason reste à déterminer. |

## Pour approfondir